# シリル・ドモロー
シリル・ドモロー（Dépri Cyrille Léandre Domoraud、1971年7月22日 - ）は、コートジボワールの元サッカー選手。元コートジボワール代表。ポジションはディフェンダー。

## 経歴
200年にコートジボワール代表デビュー。アフリカネイションズカップには1996年、1998年、2000年、2006年の4回に出場、2006年には準優勝した。また、2006 FIFAワールドカップにも出場した。コートジボワール代表として12年間プレー、通算52試合に出場した。

## 代表歴

### 出場大会
- コートジボワール代表
  - 2006 FIFAワールドカップ

### 試合数
- 国際Aマッチ 52試合 0得点（1995年-2006年）[1]

| コートジボワール代表 | 国際Aマッチ | 国際Aマッチ |
| 年                   | 出場        | 得点        |
| -------------------- | ----------- | ----------- |
| 1995                 | 2           | 0           |
| 1996                 | 3           | 0           |
| 1997                 | 3           | 0           |
| 1998                 | 8           | 0           |
| 1999                 | 4           | 0           |
| 2000                 | 6           | 0           |
| 2001                 | 1           | 0           |
| 2002                 | 1           | 0           |
| 2003                 | 5           | 0           |
| 2004                 | 7           | 0           |
| 2005                 | 6           | 0           |
| 2006                 | 6           | 0           |
| 通算                 | 52          | 0           |